# Xie Weijun
Xie Weijun (en chino tradicional: 謝維軍; en chino simplificado: 谢维军; pinyin: Xiè Wéijūn; Cantón, Cantón, 14 de noviembre de 1997) es un futbolista chino que juega en la demarcación de delantero para el Tianjin Jinmen Tiger FC de la Superliga de China.

## Selección nacional
Debutó con la selección absoluta de China el 10 de octubre de 2023 en un encuentro amistoso contra Vietnam que finalizó con un resultado de 2-0 a favor del combinado chino tras los goles de Wu Lei y Wang Qiuming.

## Clubes
| Club                    | País  | Año   | Partidos | Goles |
| ----------------------- | ----- | ----- | -------- | ----- |
| Tianjin Jinmen Tiger FC | China | 2018- | 131      | 21    |